# اسپرینگ ولی، شهرستان، الدورادو، کالیفرنیا
اسپرینگ ولی (به انگلیسی: Spring Valley) یک منطقهٔ مسکونی در ایالات متحده آمریکا است که در شهرستان ال دورادو، کالیفرنیا واقع شده‌است. اسپرینگ ولی ۱٬۱۵۲ متر بالاتر از سطح دریا قرار دارد.